# Paroplitis
Paroplitis is een geslacht van insecten uit de orde vliesvleugeligen (Hymenoptera) en de familie schildwespen (Braconidae).

## Soorten
- Paroplitis beringianus Mason, 1981
- Paroplitis horticola Fujie & Fernandez-Triana, 2021
- Paroplitis japonicus Fujie & Fernandez-Triana, 2021
- Paroplitis kakhetiensis Japoshvili, Fujie & Fernandez-Triana, 2021
- Paroplitis luzonicus Mason, 1981
- Paroplitis rugosus Papp, 1991
- Paroplitis vietnamensis van Achterberg & Fernandez-Triana, 2013
- Paroplitis wesmaeli (Ruthe, 1860)